# Stazione di Songnae
La stazione di Songnae (송내역 - 松內驛, Songnae-yeok) è una stazione ferroviaria situata nel quartiere di Sosa-gu della città di Bucheon, nell'area metropolitana di Seul, in Corea del Sud. La stazione è servita dalla linea Gyeongin e percorsa dai treni della linea 1 della metropolitana di Seul.

## Linee e servizi
Korail
● Linea 1 (ufficialmente, linea Gyeongin) (Codice: 150)

## Struttura
La stazione è costituita da due marciapiedi a isola con quattro binari totali. Il fabbricato viaggiatori è a ponte sopra il piano del ferro.
| 1 | ● Servizio locale Linea 1   | per Guro, Seul, Cheongnyangni, Uijeongbu e Soyosan       |
| 1 | ● Servizio espresso Linea 1 | per Guro, Noryangjin e Yongsan                           |
| 3 | ● Servizio espresso Linea 1 | per Bupyeong, Juan e Dong-Incheon, Dongducheon e Soyosan |
| 4 | ● Servizio locale Linea 1   | per Bupyeong, Juan e Incheon                             |

## Stazioni adiacenti
| «                      | Servizio   | »        |
| Linea 1                | Linea 1    | Linea 1  |
| ---------------------- | ---------- | -------- |
| Jung-dong              | Locale     | Bugae    |
| Bucheon                | Espresso A | Bupyeong |
| L'Espresso B non ferma |            |          |